# Sot de la Vinyota

El Sot de la Vinyota, respecte del terme de Castellcir

El Sot de la Vinyota és un sot i torrent del terme municipal de Castellcir, a la comarca del Moianès.
Es forma al nord de la Casanova de la Vall, a prop de la carretera BV-1310, des d'on davalla cap al nord-est, travessa la Rompuda de la Vall, discorrent paral·lela al límit municipal. S'aboca en la Riera de Fontscalents a prop i al nord-est de la Font de la Vinyota.

## Etimologia
Es tracta d'un topònim romànic modern de caràcter descriptiu, generat ja en català; encara que amb el nom de cau, és un sot relacionat amb el paratge de la Vinyota.